# Ardi

Mapa de los lugares donde se han hallado los fósiles de homínidos de mayor antigüedad.

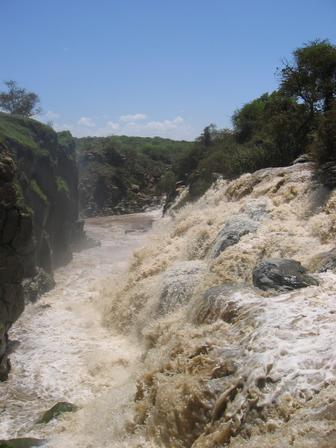
El Awash, río etíope que transcurre por un valle que ha sido escenario de los hallazgos más importantes de fósiles de homínidos.

Ardi, nombre de catálogo ARA-VP-6/500, es el sobrenombre dado al esqueleto de una hembra perteneciente a la especie Ardipithecus ramidus, probablemente un hominino (primate bípedo), que está considerado el más primitivo hominino conocido hasta la fecha y que vivió durante el Plioceno, hace unos 4,4 millones de años.

## Hallazgo e historia
Los restos fósiles fueron descubiertos por el paleoantropólogo de la Universidad de Tokio, Gen Suwa, miembro del equipo dirigido por el estadounidense Tim White, el 17 de diciembre de 1992 en el valle del río Awash, en el desierto de Afar (Etiopía) en un sitio denominado Aramis y fue desenterrado hueso a hueso entre los años 1992 y 1994 junto a diversos ejemplares de la misma especie.
Ardi es al menos un millón de años más antiguo que Lucy, (esqueleto de un homínido perteneciente a la especie Australopithecus afarensis, de 3,3 millones de años, descubierto por el estadounidense Donald Johanson el 24 de noviembre de 1974 a 150 km de Adís Abeba, Etiopía a unos 72 kilómetros del lugar donde fue hallado Ardi).

## Características
- Especie: Ardipithecus ramidus
- Sexo: hembra.
- Peso: 53 kilogramos.
- Altura: 120 centímetros.
- Restos conservados: manos, pies, piernas, tobillos, pelvis y la mayor parte del cráneo.

El fósil tiene un cerebro pequeño de 323 cm³, perteneció a una hembra y fue apodado como "Ardi". La datación radiométrica de las capas de lava volcánica revelan que Ardi vivió hace 4.4 millones de años. El fósil revela que el ancestro del linaje humano sufrió un estadio de evolución pobremente conocido un millón de años antes de Lucy (Australopithecus afarensis), la icónica hembra fósil antes mencionada. Los investigadores argumentan que la forma de la pelvis, los miembros sugieren que era bípeda cuando caminaba en el suelo, pero era cuadrúpeda cuando se movía entre las ramas de los árboles.
Ardi estaba parcialmente especializada en la postura erguida, con la cintura pélvica un tanto "acuencada" para soportar los intestinos en una postura vertical y con los huesos de los pies ligeramente rígidos para facilitar el desplazamiento bípedo. Al tiempo que tenía brazos largos y dedos curvados para agarrarse a las ramas de los árboles, también tenía en el pie el dedo gordo, o hallux, divergente de los otros dedos, como en los grandes simios, lo que le permitía agarrarse con el pie, también a los árboles. 
Los científicos Brian Switex y Carl Zimmer indican que A. ramidus parece ser un homínido basal y que los chimpancés parecen haberse especializado para la braquiación después de este punto. Ser un homínido basal implica que A. ramidus es similar en muchos rasgos anatómicos al ancestro tanto de humanos y chimpancés, pero no necesariamente el ancestro directo. De hecho, según los cálculos moleculares, el último ancestro común entre el chimpancé y el ser humano vivió entre hace 7 y 5 millones de años.

## Científicos participantes en los estudios de Ardi
- Giday Woldegabriel del Laboratorio Nacional de los Álamos, situado en el suroeste de Nuevo México (Estados Unidos). Estudios de datación geológica del lugar del hallazgo del fósil.
- Tim White de la Universidad de Berkeley, California (Estados Unidos).
- C. Owen Lovejoy, de la Universidad del estado de Kent.
- Berhane Asfaw, investigador etíope.
- Gen Suwa, paleoantropólogo de la Universidad de Tokio.